# Atlantic Beach (Karolina Północna)
Atlantic Beach – miasto w Stanach Zjednoczonych, w stanie Karolina Północna, w hrabstwie Carteret.